# Diadi
Diadi is een gemeente in de Filipijnse provincie Nueva Vizcaya op het eiland Luzon. Bij de laatste census in 2007 had de gemeente bijna 16 duizend inwoners.

## Geografie
De noordgrens van de gemeente bestaat uit de Magat, die naar de Magat Dam stroomt.

### Bestuurlijke indeling
Diadi is onderverdeeld in de volgende 19 barangays:
| - Ampakling - Arwas - Balete - Bugnay - Butao - Decabacan - Duruarog - Escoting - Langca - Lurad | - Nagsabaran - Namamparan - Pinya - Poblacion - Rosario - San Luis - San Pablo - Villa Aurora - Villa Florentino |

## Demografie
Diadi had bij de census van 2007 een inwoneraantal van 15.567 mensen. Dit zijn 1.193 mensen (8,3%) meer dan bij de vorige census van 2000. De gemiddelde jaarlijkse groei komt daarmee uit op 1,11%, hetgeen lager is dan het landelijk jaarlijks gemiddelde over deze periode (2,04%). Vergeleken met de census van 1995 is het aantal mensen met 3.098 (24,8%) toegenomen.

De bevolkingsdichtheid van Diadi was ten tijde van de laatste census, met 15.567 inwoners op 181,2 km², 85,9 mensen per km².

## Verkeer en vervoer
De Pan-Filipijnse snelweg loopt in horizontale richting door het midden van de gemeente en vormt zo een verbinding met Solona in het westen en Santiago in het oosten.